# Marano Lagunare
Marano Lagunare é uma comuna italiana da região do Friuli-Venezia Giulia, província de Udine, com cerca de 2.048 habitantes. Estende-se por uma área de 90 km², tendo uma densidade populacional de 23 hab/km². Faz fronteira com Carlino, Grado (GO), Latisana, Lignano Sabbiadoro, Muzzana del Turgnano, Palazzolo dello Stella, Precenicco, San Giorgio di Nogaro.

## Demografia
| Variação demográfica do município entre 1861 e 2011                               |
|                                                                                   |
| Fonte: Istituto Nazionale di Statistica (ISTAT) - Elaboração gráfica da Wikipedia |